# Wykres Smitha

Wykres Smitha

Wykres Smitha – zaproponowany przez Philipa H. Smitha wykres impedancji we współrzędnych biegunowych. Każdy punkt wykresu Smitha odpowiada określonej liczbie zespolonej interpretowanej fizycznie jako impedancja.
Jest to w istocie kołowy diagram powstający w wyniku homograficznego przekształcenia siatki prostych wzajemnie prostopadłych (lub inaczej: równoległych do osi rzeczywistej i równoległych do osi urojonej) na płaszczyźnie zespolonej Z w układ wzajemnie ortogonalnych okręgów na płaszczyźnie zespolonej W.
Wykres Smitha jest dogodnym narzędziem do analizy własności transformacyjnych dowolnej linii długiej, a w szczególności do obliczania jej impedancji wejściowej w dowolnym punkcie przy określonej impedancji końcowej (i dopasowanym generatorze na początku linii). Z tego powodu jest on swego rodzaju graficzną reprezentacją (nomogramem) zależności na impedancję wejściową bezstratnej linii długiej:
{\displaystyle Z(l)=Z_{0}{\frac {Z_{K}+jZ_{0}\tan \beta l}{Z_{0}+jZ_{K}\tan \beta l}},}   gdzie {\displaystyle Z_{0}\neq 0,}
gdzie:
{\displaystyle Z_{0}} – impedancja charakterystyczna linii długiej,
{\displaystyle Z(l)} – impedancja wejściowa linii odległa o {\displaystyle l} od impedancji końcowej {\displaystyle Z_{K},}
{\displaystyle j} – jednostka urojona.
Okręgi styczne do obwodu wykresu nazywane są okręgami stałej rezystancji, zaś ortogonalne do nich okręgami stałej reaktancji.
Okręgi współśrodkowe (zwykle nie zaznaczane na wykresie) są interpretowane jako okręgi stałego modułu współczynnika odbicia. Zaznaczoną na wykresie impedancję końcową (lub początkową) linii można przetransformować (czyli przenieść po okręgu stałego modułu współczynnika odbicia {\displaystyle |\Gamma |}) w dowolny punkt linii długiej odległy o {\displaystyle l} od impedancji końcowej (lub punktu o danej impedancji wejściowej) w stronę generatora lub obciążenia. Wystarczy w tym celu pamiętać, że pełny obrót po kole stałego {\displaystyle |\Gamma |} odpowiada odległości {\displaystyle l} równej połowie długości fali. Ruch zgodny ze wskazówkami zegara odpowiada przemieszczaniu się w stronę generatora.
Aby skorzystać z wykresu Smitha często konieczne jest przeprowadzenie normalizacji liczby zespolonej. W przypadku rozważań impedancyjnych, normalizacji dokonuje się dzieląc daną impedancję przez impedancję charakterystyczną linii. Impedancję znormalizowaną można następnie nanieść na wykres – znajduje się ona w miejscu przecięcia się odpowiedniego koła stałej rezystancji z odpowiednim kołem stałej reaktancji (np. impedancja {\displaystyle 1-j2} znajdzie się na przecięciu koła stałej rezystancji {\displaystyle r=1} z kołem stałej reaktancji {\displaystyle jx=-2}).
Do najprostszych operacji, które można wykonać na wykresie Smitha jest odwracanie liczb zespolonych. Dwie dowolne liczby zespolone położone symetrycznie względem środka wykresu Smitha są swoimi odwrotnościami.
Po dokonaniu wybranej operacji na znormalizowanym wykresie Smitha (np. odczytaniu impedancji wejściowej linii w miejscu odległym o x długości fali ({\displaystyle x} – dowolna liczba rzeczywista)) w celu ustalenia jej faktycznej wartości należy dokonać renormalizacji, tj. operacji odwrotnej do normalizacji.